# Знаки пріоритету
Знаки переважного права проїзду (знаки пріоритету) — дорожні знаки згідно з розділом «B» Віденської конвенції про дорожні знаки і сигнали.
Знаки «дати дорогу» і «рух без зупинки заборонено» однакові як у стандартах Віденської конвенції, так і в американському стандарті. Світлофори і регулювальники скасовують дію знаків пріоритету.
Знаки пріоритету в Україні.

2.1 «Дати дорогу»
2.2 «Проїзд без зупинки заборонено»
2.3 «Головна дорога»
2.4 «Кінець головної дороги»
2.5 «Перевага зустрічного руху»
2.6 «Перевага перед зустрічним рухом»

Знаки пріоритету у Швеції.

Дати дорогу
Рух без зупинки заборонено
- Головна дорога
- Кінець головної дороги
- Перевага зустрічного руху
- Перевага перед зустрічним рухом

У США відсутня група знаків пріоритету: з усіх знаків залишилися лише знаки «Дати дорогу» і «рух без зупинки заборонено», однак вони можуть комбінуватися з іншими знаками.

Дати дорогу
Рух без зупинки заборонено
Головна дорога
Кінець головної дороги
Перевага зустрічного руху
Перевага перед зустрічним рухом